# Силькеборг

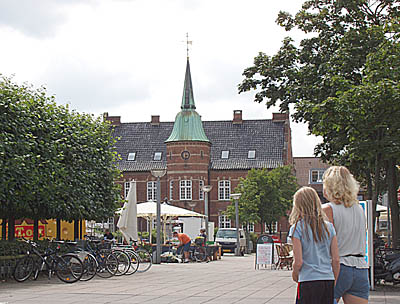
Силькеборг, городская ратуша

Си́лькеборг — город в центральной Дании, на полуострове Ютландия. Административный центр одноимённой коммуны. Население — 55080 жителей (2005). Развитие Силькеборга как современного города начинается с основания бумажной фабрики Михаелем Древсеном (Michael Drewsen) на реке Гудено в 1844. Силькеборгское длинное озеро (Silkeborg Langsø) разделяет город на северную и южную часть, из озера в восточной его части вытекает река Гудено.
Город примечателен наличием большого числа автосалонов и финансового сектора; здесь к примеру также располагается штаб-квартира третьего по размеру датского банка Jyske Bank A/S.
Каждый год в конце июля в Силькеборге проводится джазовый фестиваль Riverboat Jazz festival, а в середине августа фестиваль кантри-музыки Scandinavian Country Club.
Дональд Джордж Пауэлл  — барабанщик и основатель британской глэм-роковой группы Slade переехал в город в 2004 году.
В 1944 рядом с городом был застрелен гестапо священник и драматург Кай Мунк.

## История
Силькеборг был местом замка, монастыря и фермерского хозяйства, созданного в 15 веке, примерно в 6 км от аббатства Аллинг. Силькеборгская бумажная фабрика была расположена около реки Гудене, где когда-то стоял замок Силькеборг, чтобы использовать реку в качестве источника энергии для мельницы, поскольку ресурс для производства бумаги и в качестве маршрута транспортировки. Майкл Дрюсен, считающийся основателем города, отвечал за ежедневное управление мельницей. Сегодня статуя Майкла Дрюсена стоит перед старой ратушей на городской площади. В 1845 году была создана комиссия по созданию Силькеборга в качестве торгового места, вскоре из небольшого участка он вырос в небольшое поселение от 30 человек в 1844 году до 556 в 1850 году, и до 1204 в 1855 году. Железная дорога была построена в 1871 году. В 1900 году Силькеборг получил статус рыночного города. Это также одна из самых дорогих областей  Дании, где проживает, а соседняя деревня Сейс известна своими большими особняками и виллами на берегу озера в Брассо.

## География
Силькеборг расположен в регионе, известном как Søhøjlandet в юго-восточной части Ютландии, который считается одним из самых красивых районов Дании.  Пейзаж состоит в основном из озер, обширных лесных массивов (таких как Силькеборгские леса) и некоторых из самых высоких точек Дании, включая Химмельбьергет.

## Экономика
На протяжении многих лет бумажная фабрика была самым заметным бизнесом в городе, но в течение 1990-х годов она испытывала финансовые трудности. В 1993 году немецкая корпорация Drewsen Spezialpapiere купила завод, но в 2000 году решила его закрыть.  Проект городского обновления превратил промышленную зону, наиболее близкую к центру города, частично в новый коммерческий район с гостиницей, кинотеатром, концертным залом, ресторанами и кафе; и частично в новый жилой район с современными жилыми домами.
В городе много автосалонов, а также здесь находится штаб-квартира Йиске Банка, третьего по величине банка Дании.

## Основные достопримечательности

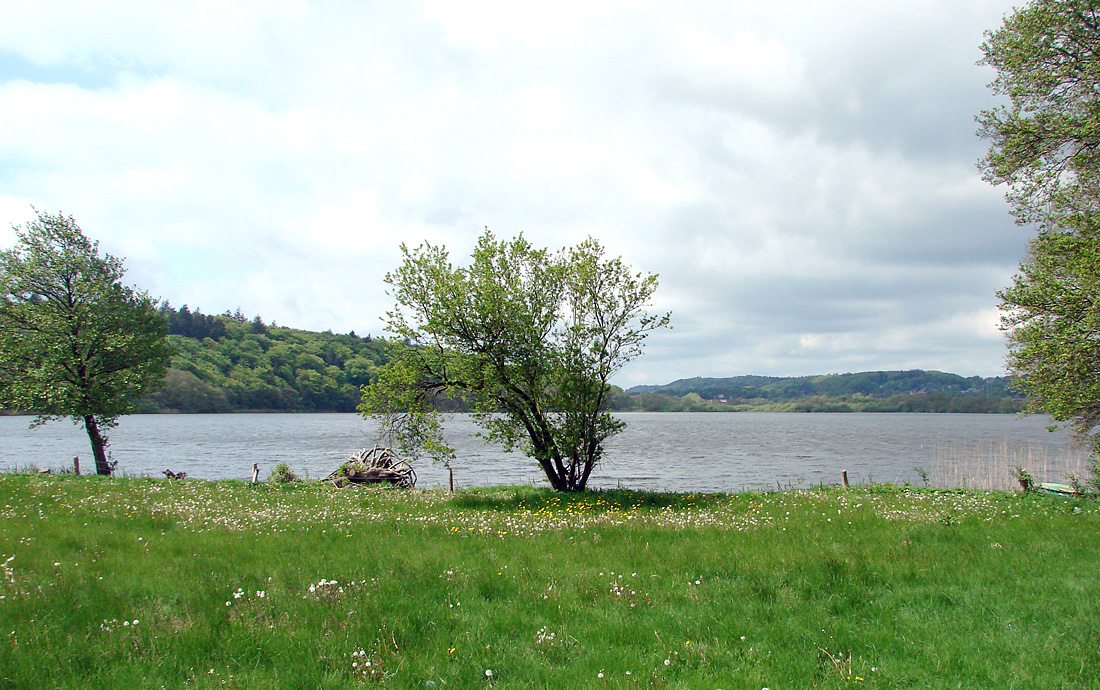
Озеро Ørnsø

- Озеро ØrnsøМузей Силькеборг: старейшим сохранившимся зданием в городе является Усадьба Силькеборг, построенная в 1767 году. Это здание сегодня - музей Силькеборг, где вы можете увидеть мумифицированный труп человека из Толлунда, который жил в IV веке до нашей эры.[6]
- Городская площадь: Старая городская площадь (Торвет) является центром Силькеборг и вместе с окружающими улицами является пешеходной зоной. Городская площадь окружена отелем Даниа (старейший отель Силькеборг, основанный в 1848 году).[7] На городской площади есть два фонтана и бронзовая статуя Майкла Дрюсена, основателя Силькеборг. По субботам здесь расположен еженедельный рынок.
- Хжешлен: старейший в мире пароход. Хжешлен - одна из туристических лодок, которые выходят из гавани Силькеборг.[8]
- Агуа: Аквариум с пресной водой Агуа  - одна из самых посещаемых достопримечательностей региона. В аквариуме и открытом парке животных можно исследовать рыбу и животных датской природы. Выставляемые животные - рыбы, птицы, выдры, бобры и еноты.[9]
- Музей Йорн: Силькеборг был родным городом художника Асгера Йорна, и многие из его самых известных картин можно увидеть в музее Йорн, Силькеборг.
- Силькеборг бэд: бывший санаторий Силькеборг бэд служил штаб-квартирой для фашистского гестапо во время Второй мировой войны.рой для фашистского германского гестапо во время Второй мировой войны. Сегодня музей Бункер расположен в прекрасном парке,  в старом здании санатории  сегодня находится художественный музей. Многие из скульптур музея можно также увидеть в парке бесплатно.[10]
- Химмельберг: третья высшая точка в Дании, но не находится в городе, фактически не находится даже  в округе Силькеборг. Тем не менее, он остается достопримечательностью, тесно связанной с городом, поскольку все летние катера отправляются из гавани Силькеборг к холмам Химмельбергера.
- Озерные фонтаны: Фонтаны в Силькеборге Лангсо являются одними из крупнейших в Северной Европе  и являются ориентиром города и озер. Фонтаны расположены в озере недалеко от ратуши и были построены в 1970 году. Фонтаны имеют великолепное световое шоу, и после наступления темноты каскады воды меняют цвет.[11]

## Регата
С 1899 года в Силькеборге состоялось мероприятие под названием «Ildfestregatta», что означает «жаркий праздник регата». В настоящее время это мероприятие проводится каждый третий год, в последний раз он проводился 13-16 августа 2014 года. Во время регаты улицы города закрываются для машин, становясь временными площадками, где исполняется живая музыка, также парком развлечений.
По средам, четвергам и пятницам в 0:00,проводится неофициальный датский чемпионат фейерверков. В каждый день разные компании проводят фейерверк, а победитель объявляется в субботу. Субботним вечером компания, победившая три года назад,проводит крупное фейерверк-шоу, организуемое муниципалитетом Силкеборг.

## Спорт
В городе имеется команда датской суперлиги по футболу — «Силькеборг». Также в городе играет женская гандбольная команда высшего датского дивизиона.
Ориентирование — в 1974 году в окрестностях Силькеборга проходил пятый летний чемпионат мира по ориентированию.

## Города-побратимы
- Баня-Лука, Босния и Герцеговина
- Савонлинна, Финляндия
- Аурборг, Исландия
- Арендаль, Норвегия
- Гижиско, Польша
- Кальмар, Швеция
- Кайзерслаутерн, Германия
- Корона (Калифорния), США